# April 2016
Portal Geschichte | Portal Biografien | Aktuelle Ereignisse | Jahreskalender | Tagesartikel

◄ |
20. Jahrhundert |
21. Jahrhundert

◄ |
1980er |
1990er |
2000er |
2010er
| 2020er | 2030er | 2040er

◄ |
2012 |
2013 |
2014 |
2015 |
2016
| 2017 | 2018 | 2019 | 2020 | ►

◄ |
Januar 2016 |
Februar 2016 |
März 2016 |
April 2016 |
Mai 2016 |
Juni 2016 |
Juli 2016 |
►
Dieser Artikel behandelt tagesbezogene Nachrichten und Ereignisse im April 2016.

## Tagesgeschehen

### Freitag, 1. April 2016
- Mogadischu/Somalia: Bei einem Drohnenangriff werden ein ranghoher Shabaab-Milizenführer und weitere Militante getötet.[1]

### Samstag, 2. April 2016

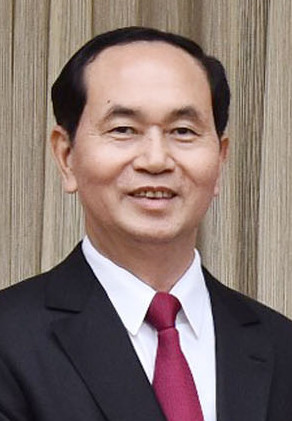
Trần Đại Quang wird Präsident von Vietnam

- Hanoi/Vietnam: Der bisherige Minister für Öffentliche Sicherheit, Polizeigeneral Trần Đại Quang, wird von der durch die Kommunistische Partei Vietnams dominierten Nationalversammlung als Nachfolger von Trương Tấn Sang mit 91,5 Prozent der Stimmen zum neuen Präsidenten Vietnams gewählt.[2]
- Niamey/Niger: Präsident Mahamadou Issoufou wird in Anwesenheit von neun afrikanischen Staatspräsidenten für eine zweite Amtszeit vereidigt.[3]
- Stepanakert/Aserbaidschan: Der Konflikt um Bergkarabach bricht erneut aus. Bei Gefechten zwischen den Streitkräften Armeniens und den aserbaidschanischen Streitkräften an der Seite der Streitkräfte der international nicht anerkannten Republik Bergkarabach kommen 18 armenische und zwölf aserbaidschanische Soldaten ums Leben.[4][5]

### Sonntag, 3. April 2016
- München/Deutschland: Die sogenannten Panama Papers werden öffentlich bekannt gemacht. Das Datenleck über dubiose Offshore-Geschäfte wird der Süddeutschen Zeitung zugespielt.[6]
- Nusaybin/Türkei: Bei Sicherungs- und Entschärfungsarbeiten kommt es zu einer Explosion einer mutmaßlich durch die PKK platzierten Sprengfalle. Dabei sterben im Stadtviertel Dicle ein Polizist und fünf Soldaten der türkischen Streitkräfte.[7]
- Wien/Österreich: Bei der Amadeus-Verleihung wird das Pop-Quintett Wanda als beste Band, für den besten Live Act und als Gewinner der Kategorie Pop & Rock ausgezeichnet.
- Kolkata/Indien: Die West Indies gewinnen die sechste World Twenty20, indem sie im Finale England mit 4 Wickets besiegen.

### Montag, 4. April 2016
- Mytilini/Griechenland: Griechenland beginnt mit der Umsetzung des Abkommens zwischen der EU und der Türkei. Die ersten illegal eingereisten Migranten werden von den Inseln Lesbos und Chios mit Schiffen in die Türkei zurückgebracht.[8]

### Dienstag, 5. April 2016
- Brisbane/Australien: In einem Referendum stimmen die Wahlberechtigten dafür, die Dauer der Legislaturperiode in Queensland fest auf einen Zeitraum von vier Jahren zu fixieren. Die bisherige Regelung sah eine Zeitspanne von drei bis vier Jahren für eine Legislaturperiode vor.[9]

### Mittwoch, 6. April 2016

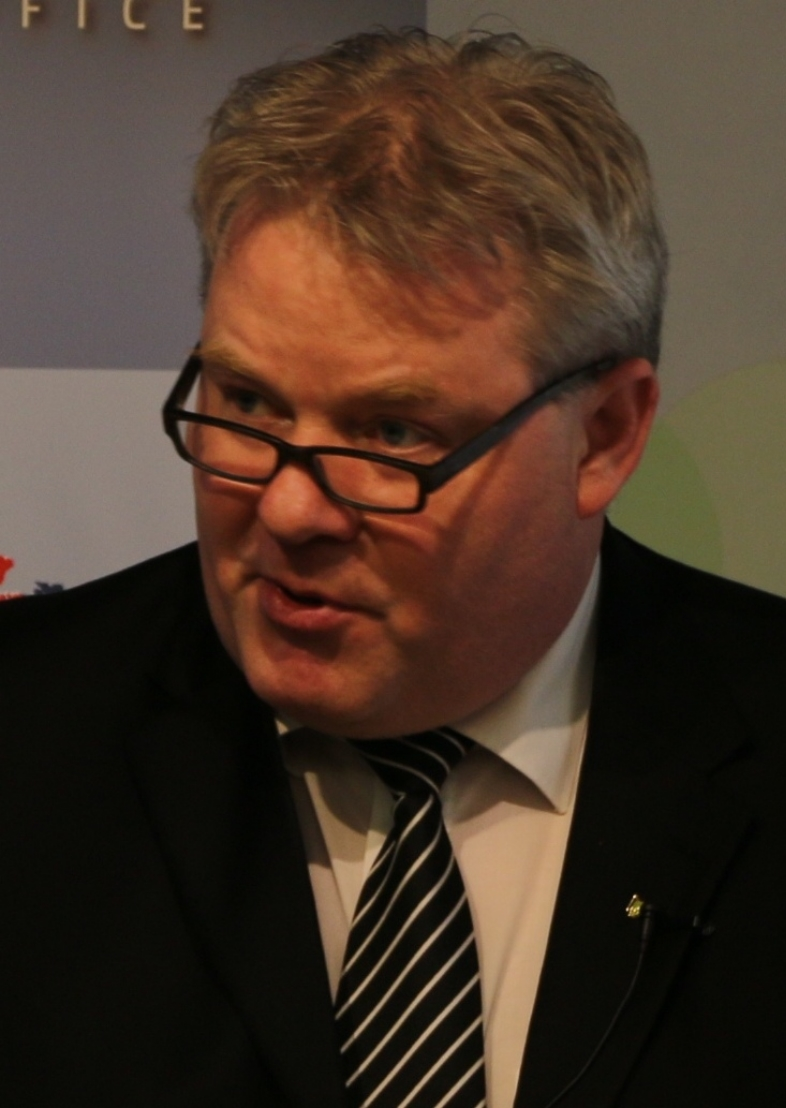
Sigurður Ingi Jóhannsson ist neuer Premierminister Islands

- Den Haag/Niederlande: Während der niederländischen EU-Ratspräsidentschaft findet das Referendum über das Assoziierungsabkommen zwischen der Europäischen Union und der Ukraine statt. 61 Prozent der Wähler stimmen gegen das Abkommen. Die Wahlbeteiligung liegt bei 32,28 Prozent, womit das erforderliche Quorum erreicht ist.[10]
- Nyon/Schweiz: Das Schweizer Bundesamt für Polizei fedpol führt eine Razzia in der Zentrale der Vereinigung Europäischer Fussballverbände (UEFA) durch, nachdem durch die Veröffentlichung der Panama Papers Informationen über Verträge zwischen der UEFA und der Briefkastenfirma Cross Trading aus Niue, die den Sportrechtehändlern Hugo und Mariano Jinkis gehört, bekannt wurden.[11] Die Schweizer Bundesanwaltschaft ermittelt wegen des Verdachts der ungetreuen Geschäftsbesorgung und eventuell der Veruntreuung in einem Strafverfahren.[12]
- Reykjavík/Island: Nach Protesten Tausender Isländer aufgrund der gegen ihn erhobenen Vorwürfe, die sich auf die Panama Papers gründen, tritt der isländische Premierminister Sigmundur Davíð Gunnlaugsson (Framsóknar) von seinem Amt zurück, nachdem er zunächst noch eine unbestimmte Auszeit angekündigt hatte. Zum neuen Premierminister wird der bisherige Landwirtschaftsminister Sigurður Ingi Jóhannsson vereidigt.[13][14]

### Donnerstag, 7. April 2016
- ad-Dumair/Syrien: Die Terrororganisation Islamischer Staat (IS) entführt nach einem Angriff über 250 Mitarbeiter einer Zementfabrik des Unternehmens Al Badia Cement (JSC). Zwei Tage später berichtet die Syrischen Beobachtungsstelle für Menschenrechte von der Freilassung von rund 170 Geiseln.[15][16]
- Paris/Frankreich: Die französische Nationalversammlung beschließt, den Besuch von Prostituierten in Frankreich unter Strafe zu stellen. Am selben Tag beschließt die deutsche Bundesregierung einen Gesetzentwurf zur Änderung des Prostitutionsgesetzes, mit dem unter anderem der wissentliche Besuch von Zwangsprostituierten in Deutschland bestraft werden soll.[17][18]

### Freitag, 8. April 2016
- Piräus/Griechenland: Für 280,5 Millionen Euro übernimmt die chinesische Reederei COSCO den Hafen von Piräus für zunächst 51 Prozent der Anteile.[19] Fünf Jahre später sollten weitere 16 Prozent für 88 Millionen Euro an den Konzern verkauft werden, wenn dieser bis dahin eine ebenso hohe Summe in den Hafen investierte. Dies wurde zwar nur knapp zur Hälfte erreicht, doch die Regierung genehmigte den Transfer 2021 trotzdem, da COSCO nicht für die schleppende Umsetzung verantwortlich war.[20]

### Samstag, 9. April 2016

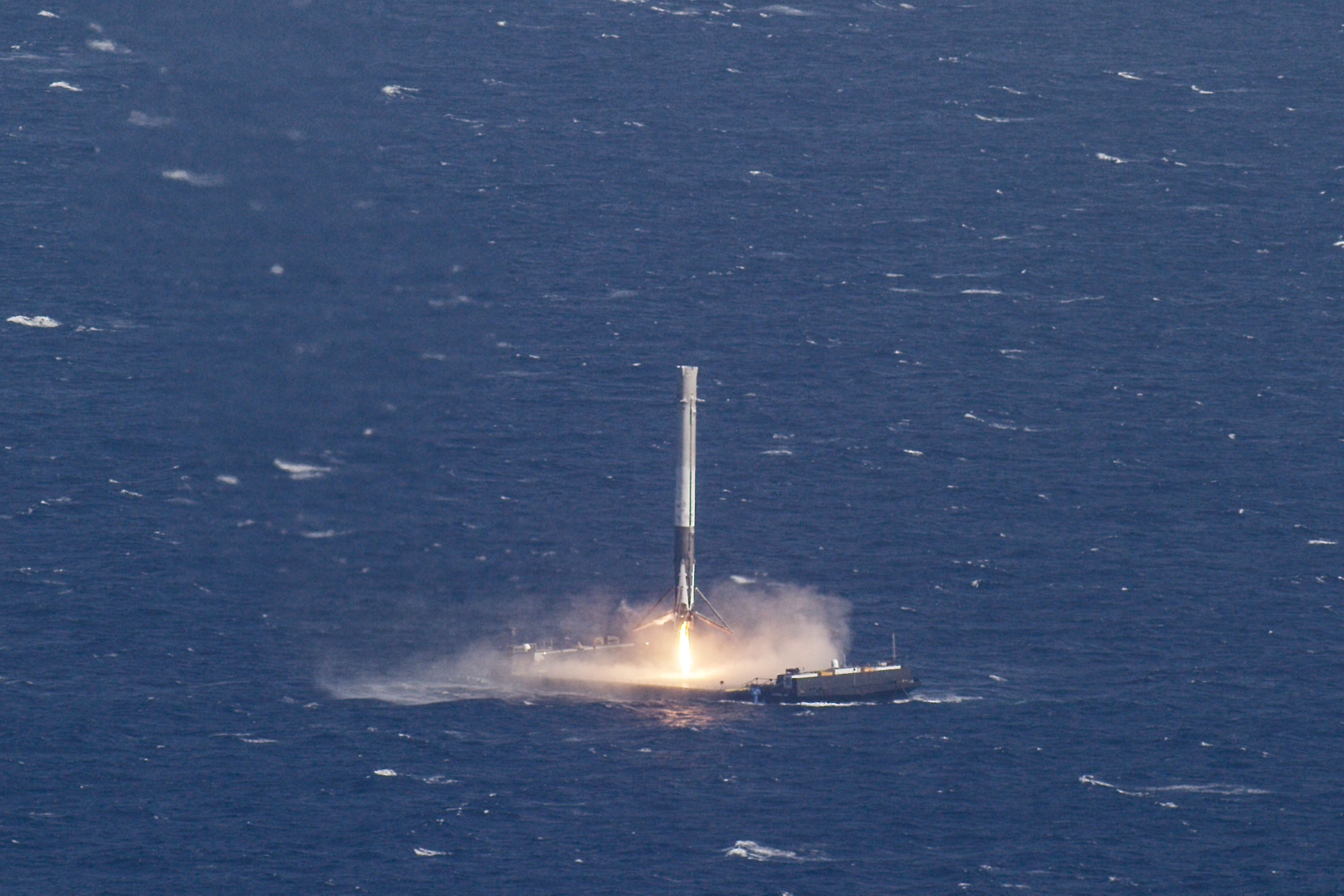
Landung der Raketenstufe einer Falcon-9-Rakete auf einem Drohnenschiff

- ar-Rayyan/Katar: Die US-Luftwaffe verstärkt im Rahmen der Operation Inherent Resolve zur Bekämpfung der Terrororganisation Islamischer Staat (IS) ihre Militärpräsenz am Persischen Golf, indem sie Langstreckenbomber des Typs Boeing B-52H auf der Al Udeid Air Base stationiert.[21][22]
- Cusco/Peru: Bei einem Busunglück im Distrikt Ocongate in der Provinz Quispicanchi sterben 23 Menschen und 32 weitere werden verletzt. Der Bus fuhr von Puerto Maldonado nach Cusco und stürzte dabei in den Río Mapocho.[23]
- Nordatlantik: Rund 300 Kilometer nordöstlich von Cape Canaveral gelingt es dem privaten US-Raumfahrtunternehmen SpaceX, mit dem Falcon-9-Flug 23 erstmals auf einem schwimmenden Drohnenschiff die Raketenstufe zu landen. Zuvor konnte die unbemannte Raumkapsel Dragon für einen achten kommerziellen Versorgungsflug (CRS-8) für die Internationale Raumstation (ISS) ausgesetzt werden.[24]
- Pjöngjang/Nordkorea: Die staatliche Nachrichtenagentur KCNA berichtet über den erfolgreichen Test eines Boosters für die Interkontinentalraketen (ICBM) vom Typ KN-14, mit denen mutmaßlich auch die Vereinigten Staaten – ein Bündnispartner Südkoreas – erreicht werden können.[25][26]

### Sonntag, 10. April 2016
- Bonny Island/Nigeria: Piraten entern im Nigerdelta zwischen der Elfenbeinküste und Gabun den unter der Flagge Maltas fahrenden Frachter Puli der türkischen Kaptanoglu Shipping Agency. Die Piraten verschleppen dabei die sechsköpfige Crew.[27]
- Kollam/Indien: Bei einem Großbrand aufgrund der Explosion eines Feuerwerklagers während eines hinduistischen Fests am Puttingal-Tempel in Paravur (auch South Paravoor) im Distrikt Kollam des indischen Bundesstaats Kerala sterben über 100 Menschen.[28]
- Lima/Peru: Die Präsidentschafts- und Kongresswahlen finden statt.
- N’Djamena/Tschad: Die Präsidentschaftswahlen finden statt.
- Norfolk/Vereinigte Staaten: Vor einem Militärgericht beginnt die erste Anhörung im Spionagefall um Lieutenant Commander Edward C. Lin, Leiter der Patrol and Reconnaissance Group der US Navy in Norfolk und ehemaligen Leiter der Spezialeinheit und Aufklärungsstaffel Patrol Squadron Special Projects Unit (VPU) 2 auf Hawaii. Dabei werden ihm neben Gesetzesverstößen im Zusammenhang mit Prostituierten und Ehebruch auch vorgeworfen, Geheimmaterial an die Volksrepublik China weitergegeben zu haben.[29]
- Peschawar/Pakistan: Afghanistan, Indien und Pakistan werden von einem Erdbeben der Stärke 6,6 auf der Richterskala erschüttert. Die indischen Behörden stoppen aus dem Grund den U-Bahn-Nahverkehr der Hauptstadt Neu-Delhi. In Peschawar kommt während des Bebens eine Person ums Leben und 28 weitere werden verletzt.[30]

### Montag, 11. April 2016
- Dschalalabad/Afghanistan: Bei einer Anschlagsserie der Taliban auf Fahrzeuge der Regierung sterben in der Provinz Nangarhar 14 Menschen.[31]
- Kairo/Ägypten: Der ehemalige Landwirtschaftsminister Salah Eddin Helal und sein Sekretär Muhyidin Said werden wegen Korruption zu zehn Jahren Haft verurteilt.[32]
- Mogadischu/Somalia: Bei einem Anschlag der Al-Shabaab auf ein Restaurant im Bezirk Shibis des Hamar Weyne Distrikt sterben mindestens fünf Personen.[33]

### Dienstag, 12. April 2016
- Bern/Schweiz: Die Schweizerische Nationalbank beginnt mit der Ausgabe neuer 50er-Noten der neunten Serie des Schweizer Franken.
- Karlsruhe/Deutschland: Die Generalbundesanwaltschaft gibt bekannt, am 8. April 2016 Anklage gegen den islamistischen Prediger Sven Lau wegen Unterstützung der ausländischen terroristischen Vereinigung Dschaisch al-Muhadschirin wal-Ansar (JAMWA) (dt.: Armee der Auswanderer und Helfer) vor dem Staatsschutzsenat des Oberlandesgerichts Düsseldorf erhoben zu haben.[34]
- Kiunga/Papua-Neuguinea: Beim Absturz eines Flugzeugs des Typs Britten-Norman BN-2 Islander sterben zwölf Menschen, darunter drei Kinder.[35]
- Port Vila/Vanuatu: Ein Erdbeben der Stärke 6,0 erschüttert den „Ring of Fire“. Mehrere Feuer brechen in der Provinz Sanma aus.[36]
- Sagaing/Myanmar: Ein Erdbeben der Stärke 6,9 erschüttert die Sagaing-Region. Auswirkungen sind bis zum indischen Bundesstaat Westbengalen zu spüren.[37]
- Südchinesisches Meer/Volksrepublik China: Nach einem Pressebericht des The Washington Free Beacon unter Berufung auf Aussagen eines Mitarbeiters des US-Verteidigungsministeriums gelingt China der erfolgreiche Test der neuen Interkontinentalrakete DF-41 (NATO-Code CSS-10). Diese kann danach bis zu zehn Mehrfachsprengköpfe (MIRV) tragen und soll eine Reichweite von 12.000 Kilometern besitzen.[38]

### Mittwoch, 13. April 2016
- Berlin/Deutschland: Der Koalitionsausschuss einigt sich auf die Schaffung eines Integrationsgesetzes. Am 22. April werden die Eckpunkte bei einer Konferenz der Ministerpräsidenten der Bundesländer diskutiert. Der Gesetzentwurf soll bei einer Klausurtagung der Bundesregierung am 24. Mai 2016 beschlossen werden.[39]
- Damaskus/Syrien: Die Parlamentswahlen finden statt.
- Prag/Tschechische Republik: Die Tschechische Republik gibt bekannt, eine Namensänderung in Tschechien (Czechia) anzustreben.[40]
- Seoul/Südkorea: Aus der Parlamentswahl in Südkorea geht die sozialliberale Deobureo-minju-Partei als stärkste Partei in der Nationalversammlung (Gukhoe) hervor.
- Stuttgart/Deutschland: Die Staatsanwaltschaft Stuttgart erhebt gegen Anton Schlecker, den ehemaligen Besitzer der Drogeriemarktkette Schlecker, Anklage wegen des Verdachts auf vorsätzlichen Bankrott.[41]

### Donnerstag, 14. April 2016

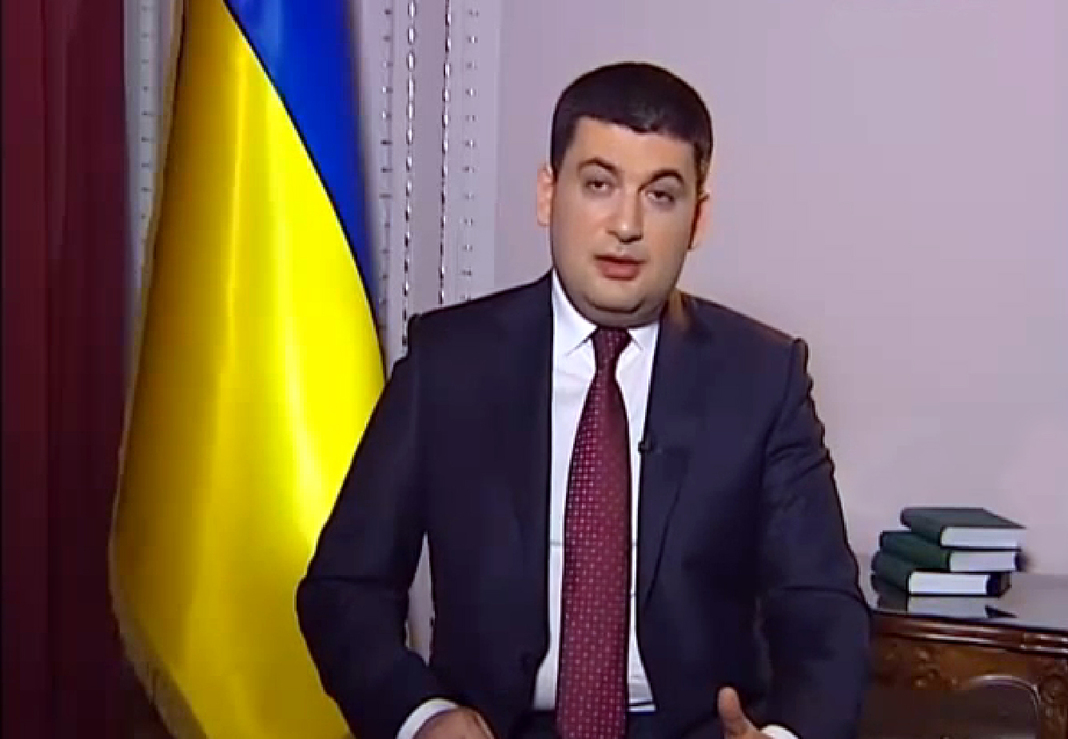
Wolodymyr Hrojsman ist neuer Ministerpräsident der Ukraine

- Kiew/Ukraine: Die Werchowna Rada wählt Wolodymyr Hrojsman (Block Petro Poroschenko) als Nachfolger des zurückgetretenen Arsenij Jazenjuk (Volksfront) zum Ministerpräsidenten der Ukraine.[42]
- Kumamoto/Japan: Bei einem Erdbeben der Stärke 6,4 kommen mindestens neun Menschen ums Leben.
- Straßburg/Frankreich: Das Europäische Parlament stimmt der EU-Datenschutzreform zu. Die EU-Mitgliedstaaten haben nach der Veröffentlichung im Amtsblatt zwei Jahre Zeit, die Bestimmungen der Richtlinie in nationales Recht umzusetzen. Durch die Ausnahmen, die Dänemark und Großbritannien im Bereich Justiz und Inneres ausgehandelt haben, werden die Bestimmung der Richtlinie dort nur eingeschränkt gelten.[43]

### Freitag, 15. April 2016
- Baglan/Afghanistan: Die afghanischen Nationalarmee verliert durch eine Frühjahrsoffensive der Taliban mit Dahana i Ghuri und Dand-e Shahabuddin Gebiete in der Provinz Baglan. In der Provinz Kunduz kommt es zu schweren Gefechten in Chanabad und Char Darah.[44]
- Berlin/Deutschland: Bundeskanzlerin Angela Merkel (CDU) gibt in einer Pressekonferenz zur Böhmermann-Affäre eine Erklärung zum Vorgehen der Bundesregierung nach der türkischen Verbalnote an das Auswärtige Amt bekannt. Darin erteilt die Bundesregierung gegen die Stimmen des Koalitionspartners SPD die Ermächtigung nach Paragraf 103 StGB zur Strafverfolgung des ZDF-Moderators Jan Böhmermann und teilt zudem mit, die Strafnorm in einem neuen Gesetzentwurf künftig aufzuheben.[45]
- Brüssel/Belgien: Die belgische Föderalministerin für Mobilität, Jacqueline Galant (MR), tritt nach den Terroranschlägen in Brüssel am 22. März 2016 und wegen Vorwürfen, entsprechende Warnungen von Sicherheitsmängeln am Flughafen Brüssel-Zaventem nicht beachtet zu haben, von ihrem Amt zurück.[46]
- Madrid/Spanien: Der spanische Minister für Industrie, Tourismus und Handel, José Manuel Soria (PP), tritt aufgrund der Veröffentlichungen der Panama Papers von seinem Amt zurück.[47][48]

### Samstag, 16. April 2016
- Essen/Deutschland: Ein Anschlag auf einen Tempel der Sikh bei einer dortigen Hochzeitsfeier fordert drei Verletzte. Nach Ermittlungen der Polizei verstärkt sich der Verdacht auf einen terroristischen Hintergrund der Tat, so sollen später festgenommene muslimische Jugendliche aus der Salafistenszene den Sprengsatz gezündet haben.[49][50]
- Muisne/Ecuador: Ein schweres Erdbeben der Stärke 7,8 vor der ecuadorianischen Küste fordert neben immensen Sachschäden mindestens 500 Opfer und über 4500 Verletzte. Besonders betroffen werden die Touristengebiete um den Urlaubsort Pedernales und die Hafenmetropole Guayaquil.[51][52]

### Sonntag, 17. April 2016
- Brasília/Brasilien: Die brasilianische Abgeordnetenkammer stimmt mit der erforderlichen Zweidrittelmehrheit für die Einleitung eines Amtsenthebungsverfahrens gegen Präsidentin Dilma Rousseff. Im nächsten Schritt muss der brasilianische Bundessenat darüber entscheiden.[53]

### Montag, 18. April 2016
- Moroni/Komoren: Stichwahl um das Amt des Präsidenten.

### Dienstag, 19. April 2016
- Kabul/Afghanistan: Bei einem Selbstmord-Terroranschlag der Taliban sterben mindestens 64 Menschen und etwa 340 Menschen werden verletzt.[54]
- Karlsruhe/Deutschland: Die Generalbundesanwaltschaft gibt Festnahme- und Durchsuchungsmaßnahmen wegen des Verdachts der Bildung einer rechtsterroristischen Vereinigung in der sächsischen Stadt Freital bekannt. Aufgrund von Haftbefehlen des Ermittlungsrichters des Bundesgerichtshofs vom 13. April 2016 werden vier verdächtige Männer im Alter zwischen 18 und 39 Jahren und eine 27-jährige Frau durch Spezialeinheiten der Bundespolizei (GSG 9) inhaftiert.[55]

### Mittwoch, 20. April 2016
- Hongkong/China: Keung Kwok-yuen, der stellvertretende Chefredakteur der Tageszeitung Ming Pao, wird fristlos entlassen. Die offizielle Begründung sind Sparmaßnahmen. Kwok-yuen berichtete über Prominente, Unternehmer und leitende Mitarbeiter der Verwaltung von Hongkong, die in den Panama Papers erwähnt werden.
- Karlsruhe/Deutschland: Die Verfassungsbeschwerden vor dem Bundesverfassungsgericht gegen die Ermittlungsbefugnisse des Bundeskriminalamtes (BKA) zur Terrorismusbekämpfung sind teilweise erfolgreich. So urteilten die Richter, dass es an rechtsstaatlichen Absicherungen, insbesondere zum Schutz des Kernbereichs privater Lebensgestaltung oder zur Gewährleistung von Transparenz, individuellem Rechtsschutz und aufsichtlicher Kontrolle fehle. Die Vorschriften zur Übermittlung von Daten an etlichen Stellen sind zudem nicht hinreichend begrenzt.[56]
- Lexington/Vereinigte Staaten: Der US-amerikanische Druckerhersteller Lexmark wird von dem chinesischen Hardwarehersteller Apex Technology und der chinesischen Investmentgesellschaft PAG Asia Capital unter der Beteiligung von Legend Capital Management für 3,6 Milliarden US-Dollar übernommen. Die US-Wettbewerbsbehörden einschließlich der Ausschuss für ausländische Investitionen CFIUS müssen den Verkauf noch zustimmen.[57]
- München/Deutschland: Das US-amerikanische Kaffeebar-Unternehmen Starbucks verkauft 144 lizenzierte deutsche Filialen an das polnische Systemgastronomieunternehmen AmRest. Die übrigen 14 deutschen Filialen bleiben bei mehreren bestehenden Partnern. Insgesamt beschäftigt Starbucks rund 2000 Mitarbeiter in Deutschland.[58]

### Donnerstag, 21. April 2016
- Coatzacoalcos/Mexiko: Bei einer Explosion in einer Petrochemie-Anlage der Petroquímica Mexicana de Vinilo (PMV), die zum staatlichen Erdölkonzern PEMEX gehört, sterben 13 Menschen und 136 weitere werden verletzt.[59]
- Olympia/Griechenland: Die olympische Flamme der XXXI. Olympischen Spiele in Rio de Janeiro wird entzündet.

### Freitag, 22. April 2016

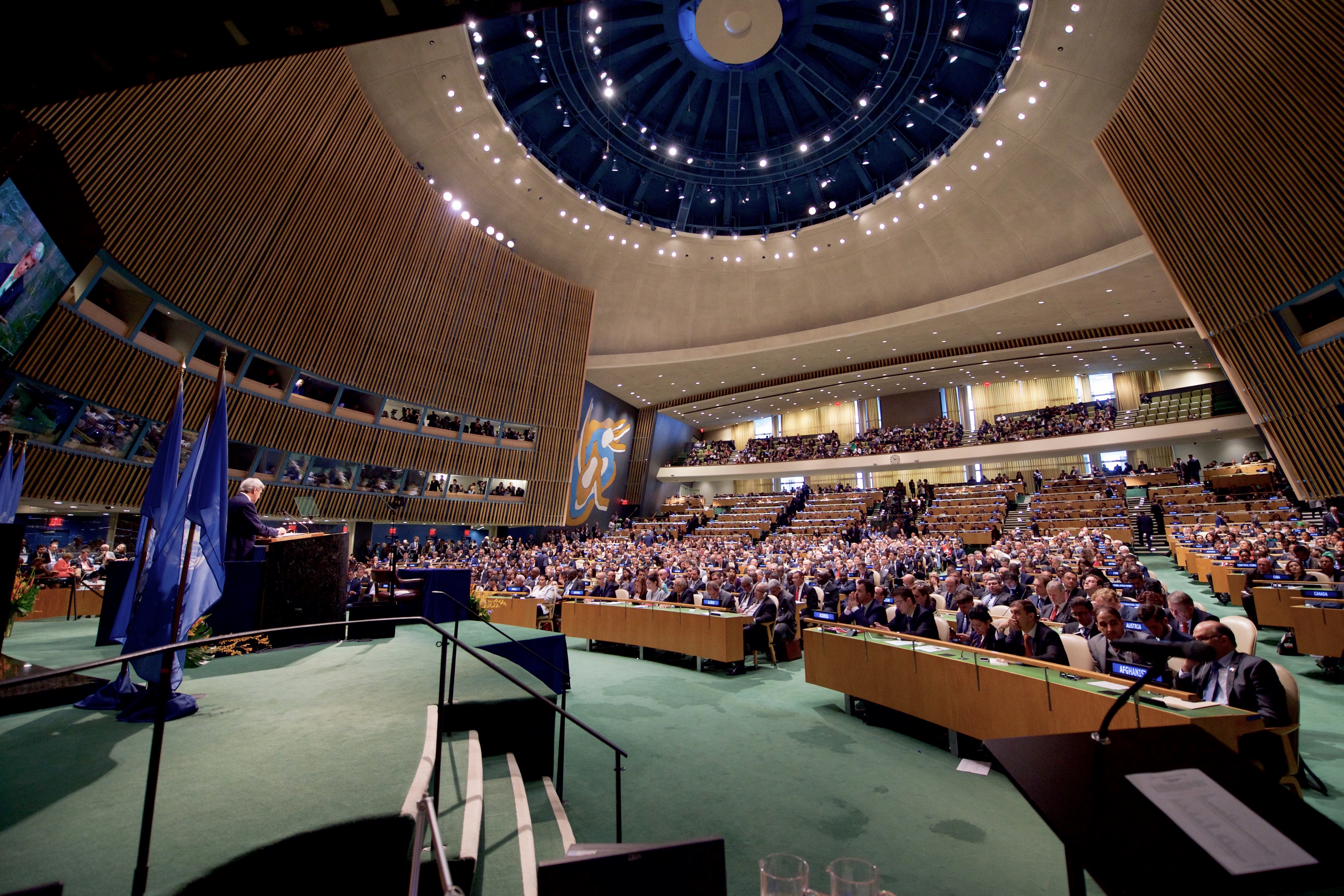
Der UN-Sitzungssaal kurz vor der Unterzeichnung des Pariser Klimaabkommens

- Caracas/Venezuela: In der schweren Wirtschaftskrise ordnet Energieminister Luis Motta für 40 Tage eine Abschaltung der Stromversorgung für Privathaushalte für jeweils vier Stunden pro Tag an. Dies gelte in zehn Bundesstaaten. Grund hierfür ist die anhaltende Dürre mit der Gefahr eines Kollaps des Wasserkraftwerks am Guri-Stausee. Das Brauereiunternehmen Polar des Lebensmittelkonzerns Empresas Polar gibt zudem aufgrund fehlender Rohstoffeinkäufe die Einstellung der Produktion bekannt.[60]
- New York/Vereinigte Staaten: Bei den Vereinten Nationen unterzeichnen Vertreter von 171 Staaten am Tag der Erde den Pariser Klimavertrag. Für Deutschland unterzeichnet Bundesumweltministerin Barbara Hendricks (SPD) und für Österreich Umweltminister Andrä Rupprechter (ÖVP).[61]
- Potsdam/Deutschland: Helmuth Markov (Die Linke), Minister für Justiz, Europa und Verbraucherschutz des Landes Brandenburg, tritt wegen einer Dienstwagenaffäre von seinem Amt zurück. So soll Markov in seiner Zeit als Finanzminister und stellvertretender Ministerpräsident im Sommer 2010 unrechtmäßig einen Transporter des Landesfuhrparks privat genutzt haben, um sein Motorrad in die Werkstatt zu bringen.[62]

### Samstag, 23. April 2016
- Pjöngjang/Nordkorea: Die nordkoreanische Volksmarine startet vor der Ostküste nahe der Stadt Sinp'o-shi (Provinz Hamgyŏng-namdo) erstmals eine U-Boot-gestützte ballistische Rakete (SLBM) von einem getauchten dieselelektrischen U-Boot. Die Rakete fliegt rund 30 Kilometer weit.[63]
- Port-au-Prince/Haiti: Stichwahl um das Amt des Präsidenten.

### Sonntag, 24. April 2016

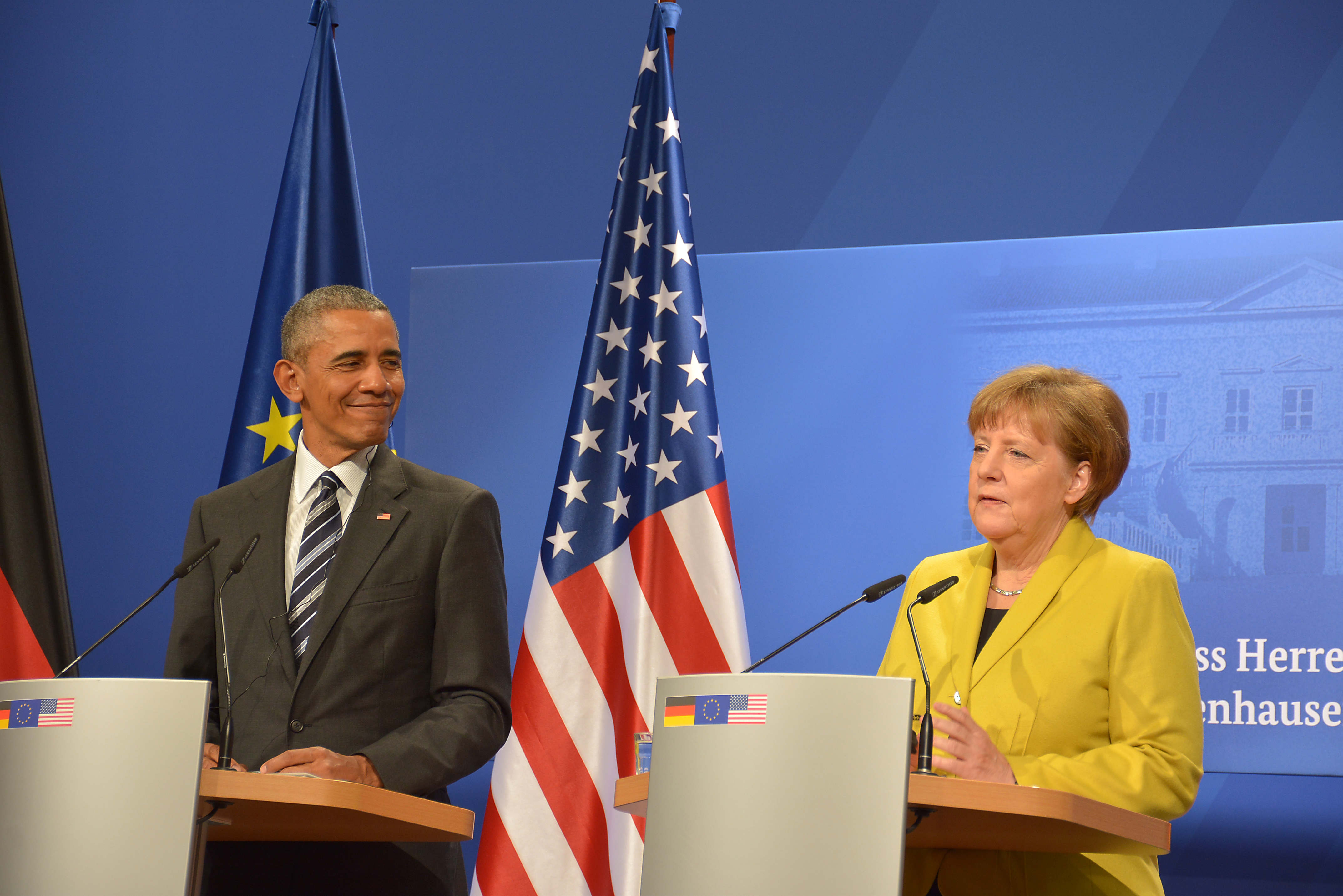
US-Präsident Barack Obama und Bundeskanzlerin Angela Merkel bei einer Pressekonferenz in Hannover

- Belgrad/Serbien: Bei den vorgezogenen Parlamentswahlen kann sich nach den Hochrechnungen Ministerpräsident Aleksandar Vučić von der Serbischen Fortschrittspartei (SNS) behaupten.[64]
- Hannover/Deutschland: US-Präsident Barack Obama und Bundeskanzlerin Angela Merkel reisen zur Eröffnung der Hannover Messe. Am nächsten Tag folgen im Schloss Herrenhausen auch Gespräche mit dem britischen Premierminister David Cameron, dem französischen Präsidenten François Hollande und dem italienischen Ministerpräsidenten Matteo Renzi.
- Malabo/Äquatorialguinea: Die Präsidentschaftswahlen findet statt. Beobachter erwarten eine Wiederwahl des seit August 1979 regierenden Präsidenten Teodoro Obiang Nguema.[65]
- Wien/Österreich: Bei der Bundespräsidentenwahl in Österreich erzielte Norbert Hofer (FPÖ) mit großem Vorsprung die relative Mehrheit; als Zweitplatzierter zieht Alexander Van der Bellen (Grüne) in die Stichwahl gegen Hofer am 22. Mai 2016 ein.[66]

### Montag, 25. April 2016
- Magdeburg/Deutschland: Ministerpräsident Reiner Haseloff (CDU) wird im zweiten Wahlgang mit 47 von 87 Abgeordnetenstimmen im Landtag von Sachsen-Anhalt wiedergewählt. Bundesweit nimmt erstmals eine Landesregierung bestehend aus den Parteien CDU, SPD und Bündnis 90/Die Grünen (sogenannte „Kenia-Koalition“) die Regierungsarbeit auf.[67]
- Südnorwegen: Verkehrschaos durch einen plötzlichen Wintereinbruch.
- Saudi-Arabien:  Mohammed bin Salman Al Saud, stellvertretender Kronprinz von Saudi-Arabien und Chairman des Board of Economic and Development Affairs, stellt das Regierungsprogramm Saudi Vision 2030 vor.[68]

### Dienstag, 26. April 2016

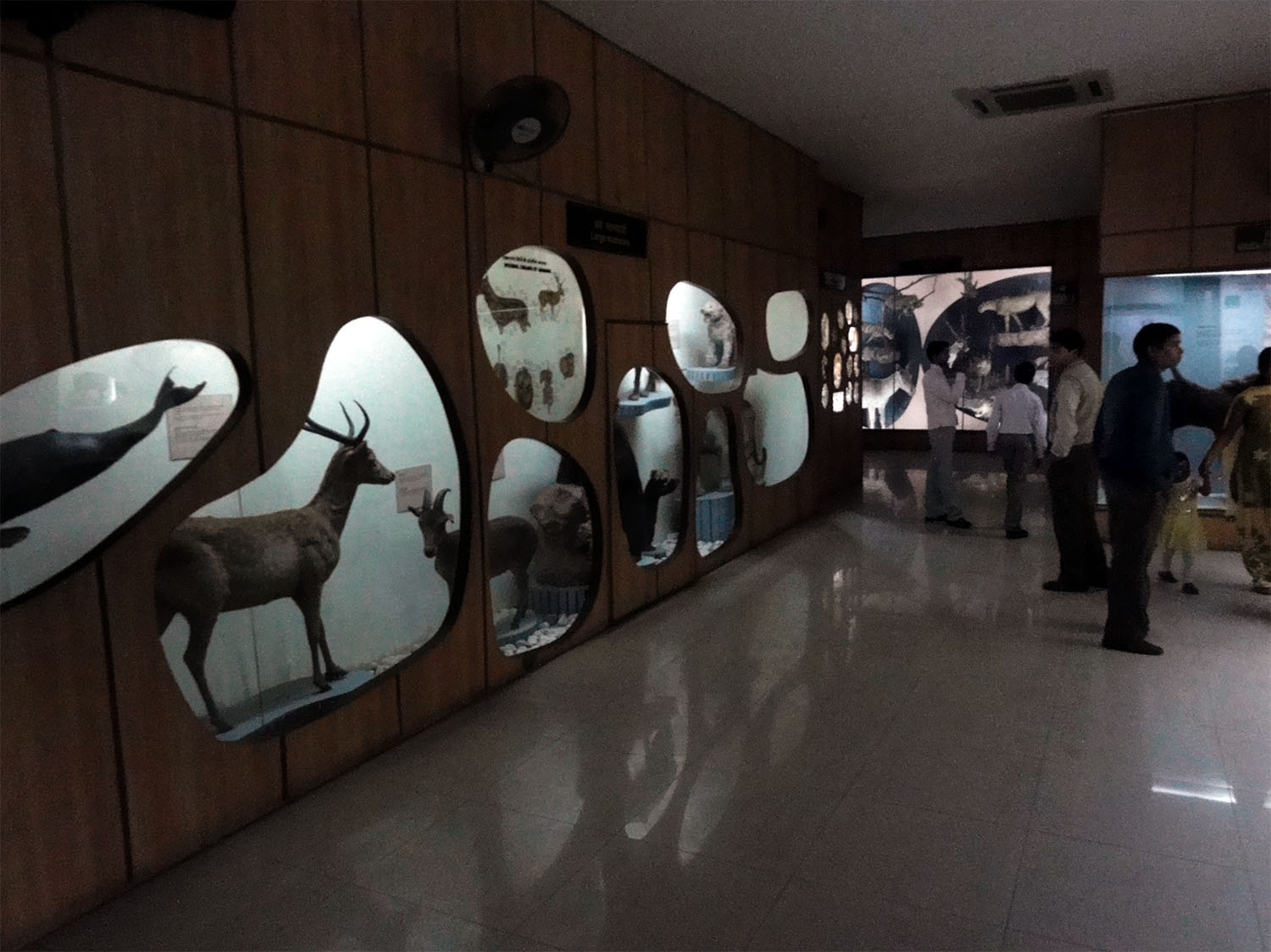
Das am Tag der Erde 1978 eröffnete Naturkundemuseum in Neu-Delhi (2011)

- Juba/Südsudan: Riek Machar, der 2013 nach Putschgerüchten von Präsident Salva Kiir abgesetzt wurde, kann unter Vermittlung der Vereinten Nationen von Äthiopien aus wieder in sein Land zurückkehren und wird im Präsidentenpalast erneut als Vizepräsident des Südsudan vereidigt. Machar ist Rebellenführer der von den Streitkräften abgespaltenen (SPLM-IO).[69]
- Praia/Kap Verde: Auf der Insel Santiago werden von der Polizei an einer auch von den Streitkräften genutzte Sendeanlage am Berg Tchota nahe dem Ort Rui Vaz acht Soldaten, ein Zivilist sowie zwei spanische Staatsangehörige ermordet aufgefunden. Die nationalen Sicherheitskräfte sind in höchster Alarmbereitschaft. Es wird ein Zusammenhang mit dem Drogenhandel vermutet.[70]
- Straßburg/Frankreich: Im Fall İzzettin Doğan und Andere v. Türkei urteilen die Richter des Europäischen Gerichtshofs für Menschenrechte (EGMR), dass der türkische Staat gegen die Religionsfreiheit der Aleviten verstößt und diese diskriminiert. Im Gegensatz zu den mehrheitlich im Land lebenden Sunniten werden den Aleviten Rechte und finanzielle Unterstützungen verweigert.[71][72]
- Neu-Delhi/Indien: Das National Museum of Natural History (NMNH) wird bei einem Brand vollständig zerstört. Unter den Museumsstücken befindet sich ein rund 160 Millionen Jahre altes Fossil eines Sauropoden sowie Taxidermie-Exponate der indischen Präparatoren Van Ingen & Van Ingen. Die Auslösung des Brandes kann im sechsten Stockwerk festgestellt werden, wo sich der Bundesverband der indischen Industrie- und Handelskammern (FICC) befindet. Die Sprinkleranlage erweist sich als defekt.[73]

### Mittwoch, 27. April 2016

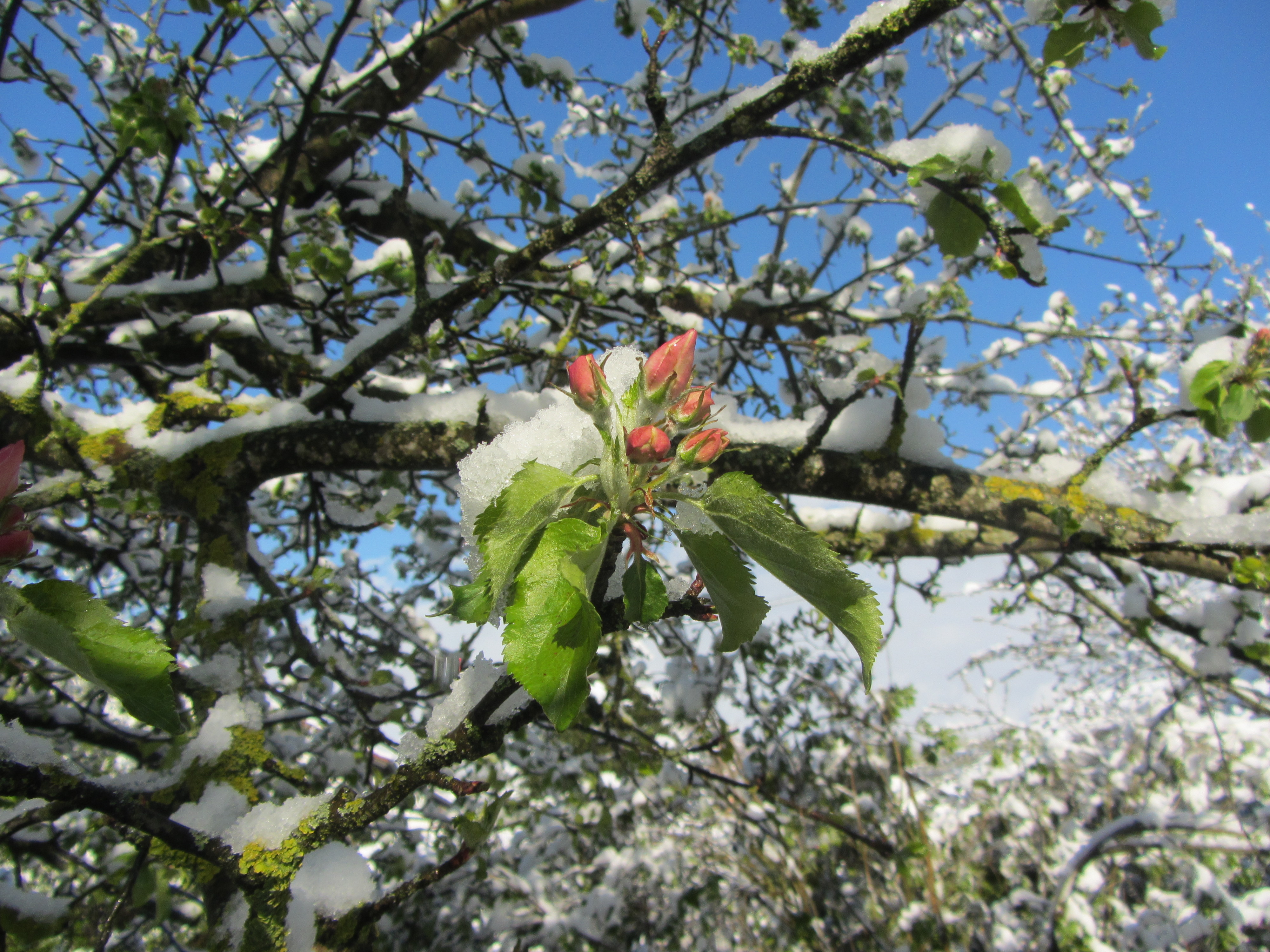
Heftiges Aprilwetter
(hier Apfelblüte mit Schnee in Baden-Württemberg)

- Bern/Schweiz: Nach der Wiedergutmachungsinitiative beschließt der Schweizer Nationalrat mit 143 zu 26 Stimmen bei 13 Enthaltungen für die noch schätzungsweise 15.000 lebenden Opfer von Kinder-Zwangsarbeit („Verdingungkinder“) ein Anrecht auf Entschädigung zwischen 20.000 und 25.000 Franken.[74]
- Bursa/Türkei: Eine Selbstmordattentäterin sprengt sich neben der Großen Moschee in die Luft und verletzt 13 Menschen.[75]
- Wien/Österreich: Der Nationalrat beschließt mehrheitlich eine Änderung des Asylgesetzes von 2005. Danach werden Flüchtlinge in Österreich künftig nur noch ein eingeschränktes Recht auf ein Asylverfahren haben, wenn eine Überforderung der staatlichen Behörden beziehungsweise eine Überlastung der öffentlichen Dienste droht.[76]
- Alpenraum: Schwere Schäden und Verkehrsbehinderungen durch den Wintereinbruch in Mitteleuropa von der Schweiz bis Slowenien. Die Ernteschäden werden auf weit über 100 Millionen Euro geschätzt.

### Donnerstag, 28. April 2016

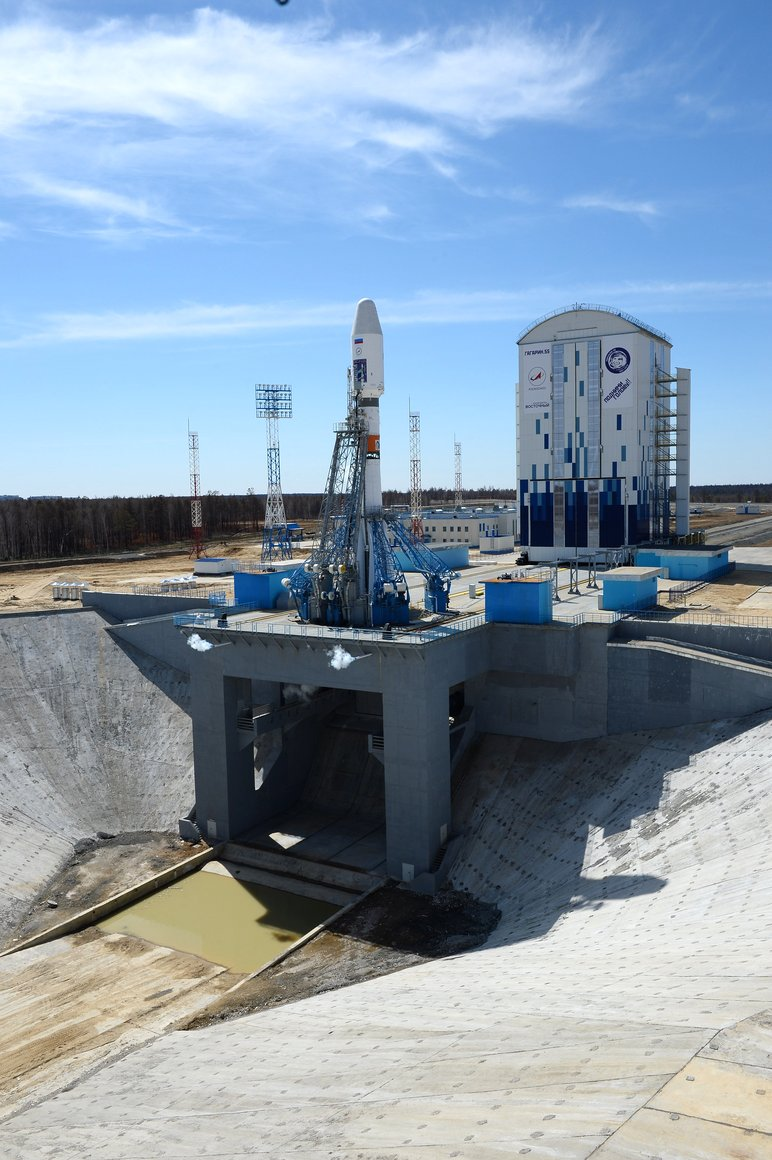
Kosmodrom Wostotschny vor dem ersten Start, die Rakete steht auf der Startrampe

- Paris/Frankreich: In mehreren französischen Städten beteiligen sich nach offiziellen Schätzungen über 170.000 Menschen gegen die geplante Arbeitsmarktreform der Regierung. In Paris und Marseille werden bei gewaltsamen Ausschreitungen 24 Polizisten teilweise schwer verletzt. Insgesamt werden zudem landesweit nach Polizeiangaben 124 Demonstranten vorübergehend festgenommen.[77]
- Ziolkowski/Russland: Vom neuen Kosmodrom Wostotschny startet die erste Trägerrakete. Mit der Sojus-2.1a/Volga sollen drei Forschungssatelliten ins All befördert werden.[78]

### Freitag, 29. April 2016
- Teheran/Iran:  Stichwahl zur Vergabe der restlichen 69 Parlamentssitze.
- Turøy/Norwegen: Ein Eurocopter EC 225 mit 13 Personen an Bord stürzt auf der Insel Lislaskora nahe der Insel Sotra westlich von Bergen ab. Die Maschine war auf dem Weg von der Statoil-Bohrplattform Gullfaks B zu einem Flughafen in Bergen.[79]

### Samstag, 30. April 2016
- Bagdad/Irak: Tausende Demonstranten und Anhänger des schiitischen Predigers Muqtada as-Sadr dringen bei Protesten in die stark abgesicherte Grüne Zone der irakischen Hauptstadt ein, stürmen den Sitz des Repräsentantenrates und attackieren die Abgeordneten. Ministerpräsident Haider al-Abadi scheitert erneut beim Versuch einer Kabinettsumbildung mit dem Ziel eine Expertenregierung zu bilden am konfessionellen und politischen Widerstand der Parteien.[80]
- Bagdad/Irak: Bei einem Autobombenanschlag der Terrororganisation Islamischer Staat (IS) werden auf dem Markt des östlichen Vorortes Nahrawan mindestens 24 Menschen getötet und mehr als 30 verletzt.[81]
- Nairobi/Kenia: Als Signal gegen die Wilderei und den Elfenbeinschmuggel verbrennt die Regierung im Nairobi-Nationalpark 16.000 beschlagnahmte Stoßzähne. Die Menge beläuft sich auf insgesamt 105 Tonnen Elfenbein und 1,35 Tonnen Nashorn-Horn im Wert von rund 160 Millionen Euro. Das Washingtoner Artenschutzabkommen (CITES) hat den Handel mit Elfenbein im Jahr 1989 verboten.[82]
- Nairobi/Kenia: Nach heftigen Regenfällen stürzt ein sechsstöckiges Wohngebäude im Stadtteil Huruma ein. Inzwischen werden 33 Todesopfer bestätigt, über 70 Menschen gelten als vermisst. 150 Familien wohnten in dem Gebäude, das abgerissen werden sollte, weil es als einsturzgefährdet galt.[83]

## Weblinks

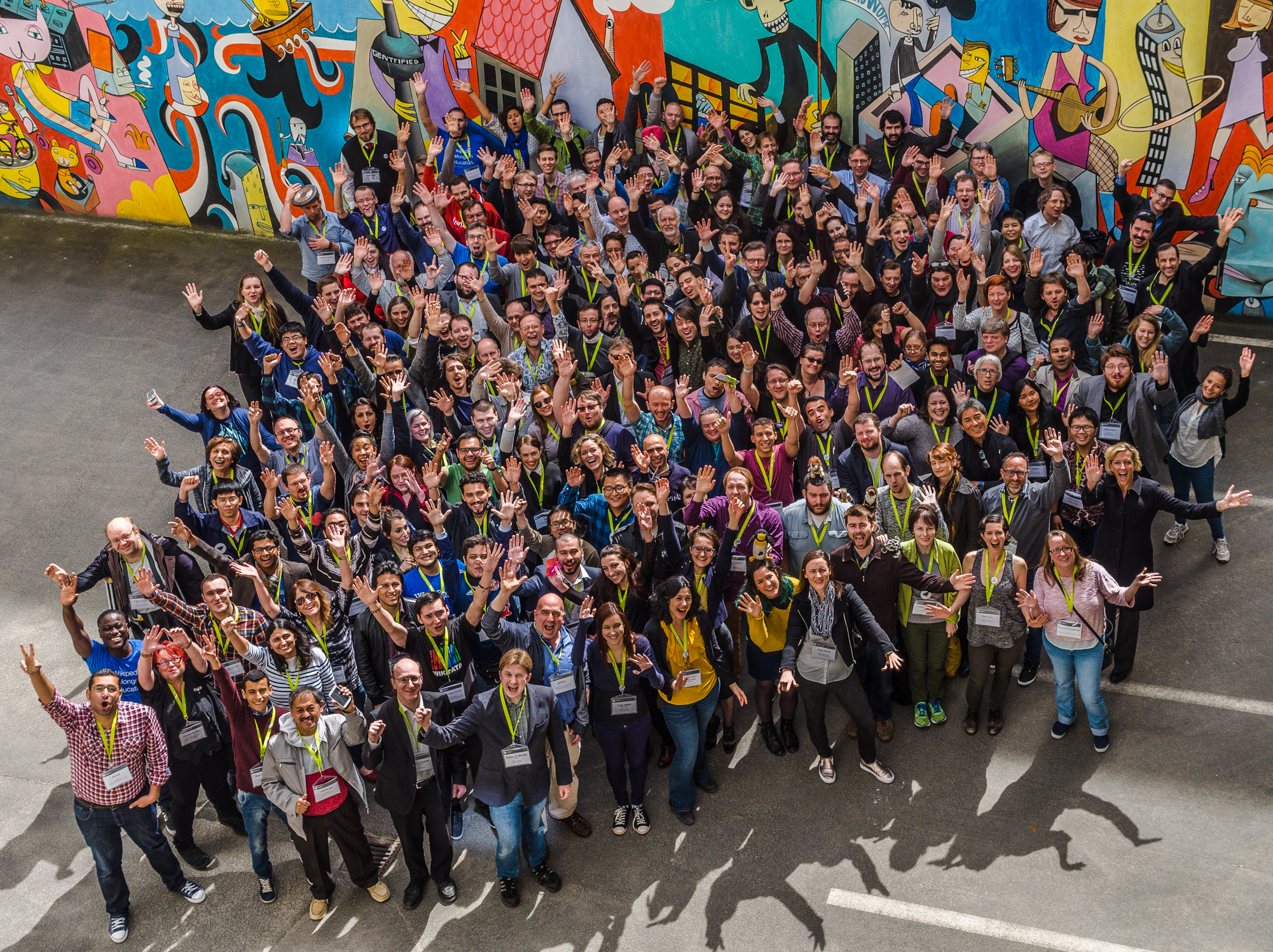
Wikimedia Conference im April 2016